# Tamurejo
Tamurejo là một đô thị trong tỉnh Badajoz, Extremadura, Tây Ban Nha. Theo điều tra dân số 2006 (INE), đô thị này có dân số là 265 người.
38°59′B 04°56′T / 38,983°B 4,933°T